# Aartsbisdom Toledo
Het aartsbisdom Toledo (Latijn: Archidioecesis Toletana; Spaans: Archidiócesis de Toledo) is een in Spanje gelegen rooms-katholiek aartsbisdom met zetel in de stad Toledo. De aartsbisschop van Toledo is metropoliet van de kerkprovincie Toledo waartoe ook de volgende suffragane bisdommen behoren:
- Bisdom Albacete
- Bisdom Ciudad Real
- Bisdom Cuenca
- Bisdom Sigüenza-Guadalajara

## Geschiedenis
Het bisdom werd in de 1e eeuw opgericht en is sinds de 4e eeuw aartsbisdom. Toledo was de hoofdstad van Visigotisch Spanje. Er vonden in totaal 18 concilies plaats. In 589 was het Derde Concilie van Toledo, op verzoek van koning Reccared I. Tijdens dit concilie werd besloten van het arianisme over te gaan naar het katholicisme. Ook werd gesproken over het Filioque. Tijdens de 11e synode van Toledo in 633 werd de drievuldigheidsleer als dogma geformuleerd. Dit dogma werd tijdens het Vierde Lateraans Concilie bevestigd. Rond deze tijd werd aan de aartsbisschop van Toledo de titel "primaat van Spanje" toegekend. Dit is tot op heden het geval. Ook tijdens de moorse overheersing in Spanje bleef de metropoliet een invloedrijk persoon. Zo was aartsbisschop Elipandus aan het eind van de 8e eeuw de belangrijkste vertegenwoordiger van het Spaanse adoptianisme. Van 1540 tot 1920 was de aartsbisschop van Toledo ook Patriarch van West-Indië.
Traditioneel wordt de aartsbisschop van Toledo sinds de 16e eeuw vrijwel altijd opgenomen in het College van Kardinalen. De huidige aartsbisschop is Francisco Cerro Chaves.

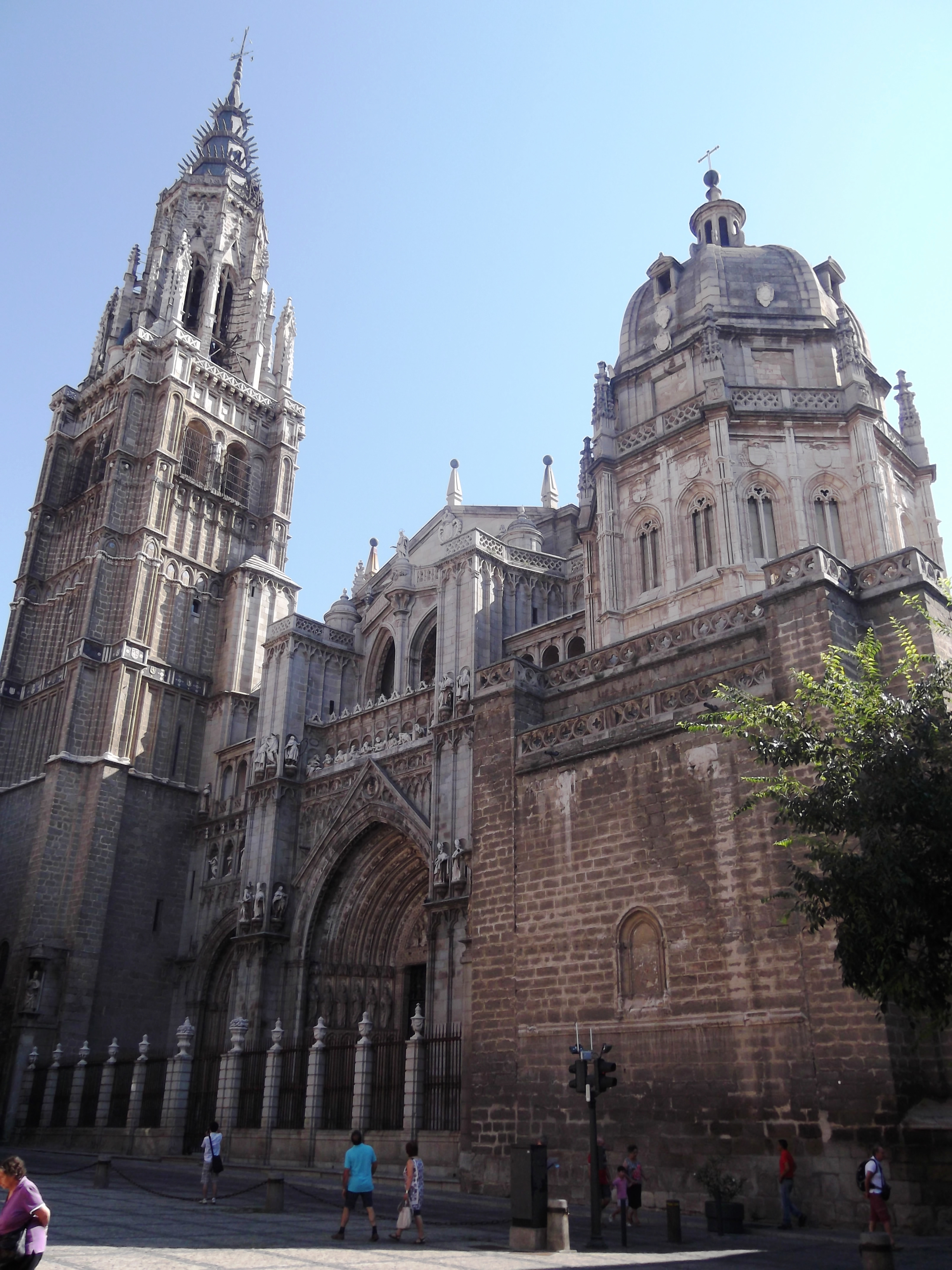
Kathedraal van Toledo
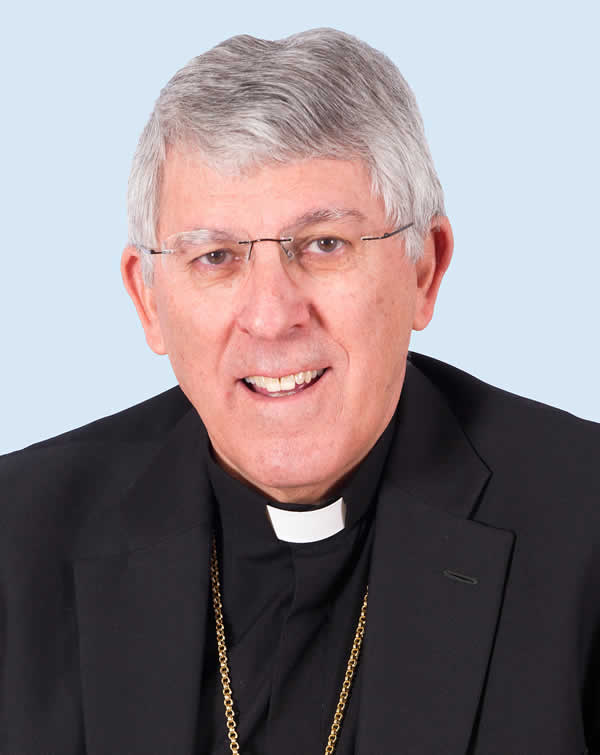
Voormalig aartsbisschop Braulio Rodríguez Plaza